# Napeogenes avila
Napeogenes avila är en fjärilsart som beskrevs av Richard Haensch 1903. Napeogenes avila ingår i släktet Napeogenes och familjen praktfjärilar. Inga underarter finns listade i Catalogue of Life.